# Madonna mit Kind (Angy)

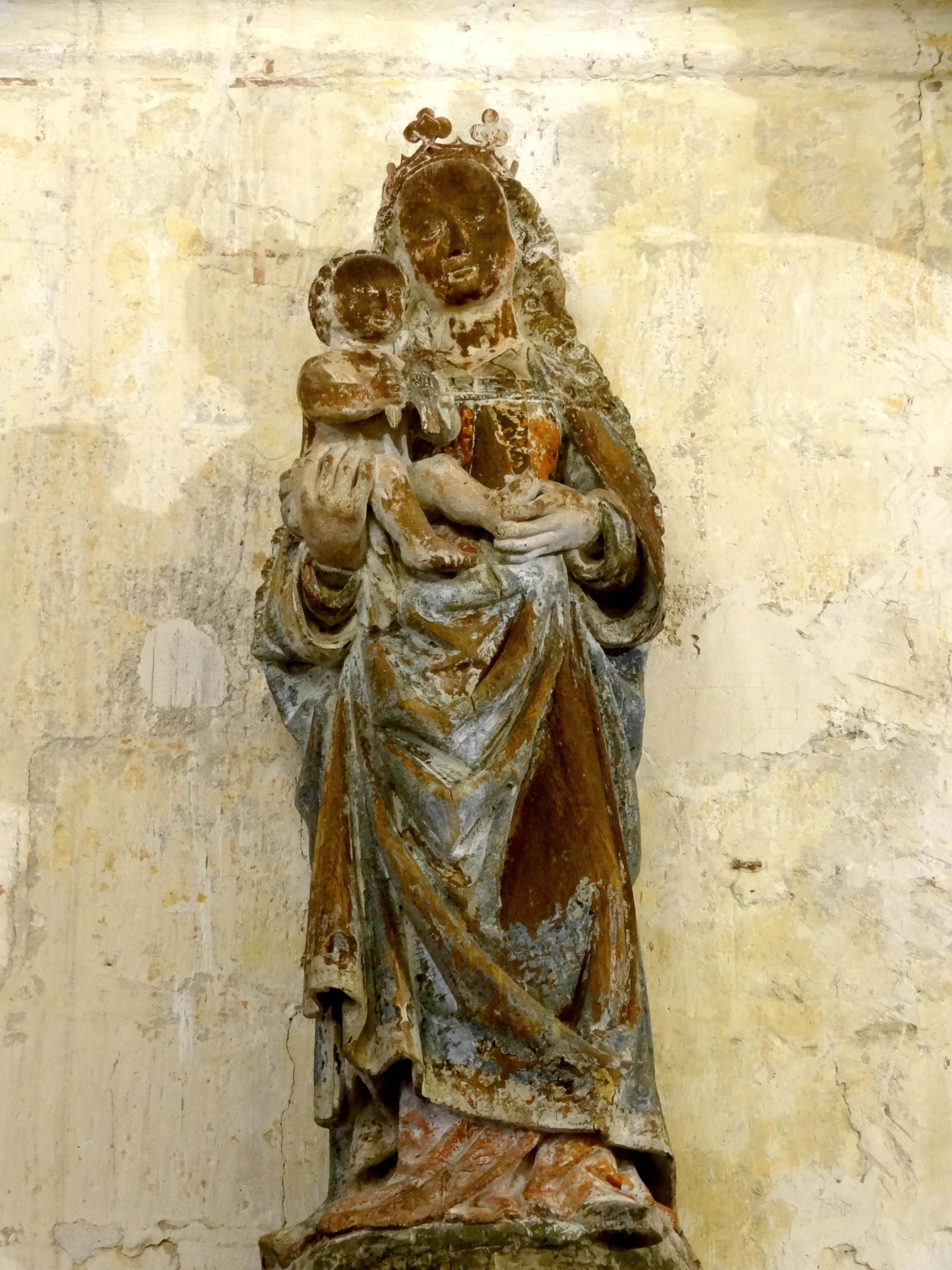
Madonna mit Kind in Angy

Die Skulptur Madonna mit Kind in der katholischen Kirche St-Nicolas in Angy, einer französischen Gemeinde im Département Oise in der Region Hauts-de-France, wurde um 1500 geschaffen. Im Jahr 1912 wurde die gotische Skulptur als Monument historique in die Liste der geschützten Objekte (Base Palissy) in Frankreich aufgenommen.
Die 1,30 Meter hohe Skulptur aus Eichenholz ist farbig gefasst. Das nackte Jesuskind hält eine Taube in den Händen und sitzt auf dem rechten Arm von Maria. Sein Gesicht wendet sich in Richtung des Betrachters. Maria trägt auf ihrem Haupt eine Krone, die vielen Falten von ihrem Kleid geben ihrer Erscheinung eine Fülle.